# Brachyplatystoma rousseauxii
Brachyplatystoma rousseauxii е вид лъчеперка от семейство Pimelodidae. Видът не е застрашен от изчезване.

## Разпространение
Разпространен е в Боливия, Бразилия, Венецуела, Еквадор, Колумбия, Перу и Френска Гвиана.

## Описание
На дължина достигат до 1,9 m.